# 줄리아 매켄지
줄리아 매켄지(영어: Julia McKenzie, 1941년 11월 11일 ~ )는 잉글랜드의 배우이다. 드라마 《아가사 크리스티의 마플》에서 제럴딘 매큐언의 뒤를 이어 시즌 3~4의 미스 마플 역을 맡은 것으로 유명하다.